# 4033 Yatsugatake
4033 Yatsugatake eller 1986 FA är en asteroid i huvudbältet som upptäcktes den 16 mars 1986 av de japanska astronomerna Masaru Inoue och Osamu Muramatsu vid Kobuchizawa-observatoriet. Den är uppkallad efter Yatsugatake-bergen i Japan.
Asteroiden har en diameter på ungefär 4 kilometer och den tillhör asteroidgruppen Flora.